# Micrurus latifasciatus
Micrurus latifasciatus este o specie de șerpi din genul Micrurus, familia Elapidae, descrisă de Schmidt 1933. A fost clasificată de IUCN ca specie cu risc scăzut. Conform Catalogue of Life specia Micrurus latifasciatus nu are subspecii cunoscute.